# Acolastus iranicus
Acolastus iranicus es un coleóptero de la familia Chrysomelidae.
Fue descrita científicamente por primera vez en 1980 por Lopatin.